# Anwaltshotline
Als Anwalts-Hotline wird seit Ende der 1990er Jahre das Angebot einer kommerziellen telefonischen Rechtsberatung bezeichnet. 

## Abgrenzung
Die Dienstleistung einer Anwalts-Hotline ist von der Rechtsberatung beispielsweise durch Gewerkschaften oder Wirtschaftsverbände zu unterscheiden, die nur den jeweiligen Mitgliedern zugänglich ist oder von der bloßen Anwaltsauskunft, bei der der Anrufer lediglich die Namen vertretungsbereiter Rechtsanwälte erfragen kann, ohne dass noch in demselben Telefongespräch die rechtliche Prüfung eines Einzelfalls erfolgt. Die uneigennützige Rechtsberatung durch Verbraucherzentralen erfolgt im öffentlichen Interesse, die rechtliche Assistance durch Versicherungsunternehmen setzt ein Versicherungsverhältnis zu dem beratenden Unternehmen voraus. Ebenfalls im Internet angeboten werden sog. Behördenwegweiser als allgemeine Serviceleistung für die Öffentlichkeit zum Auffinden örtlich und sachlich zuständiger Verwaltungsbehörden, die eine elektronische Suchabfrage ermöglichen oder telefonisch mit der zuständigen Behörde verbinden, aber keine inhaltliche Beratungsleistung erbringen. Die Sozialleistungsträger sind gesetzlich verpflichtet, die Bevölkerung auch unabhängig von Einzelfällen im Rahmen ihrer Zuständigkeit über soziale Rechte und Pflichten aufzuklären, zu beraten und Auskünfte zu erteilen (§§ 13 bis 15 SGB I). Die Information erfolgt schriftlich, etwa in Form von Broschüren, Merkblättern oder auf Websites, aber auch telefonisch wie im Fall des Bürgertelefons des Bundesarbeitsministeriums.

## Funktionsweise
Das die Anwalts-Hotline anbietende und zumeist im Internet auf einer eigenen Homepage öffentlich werbende Unternehmen ist nach dem Rechtsdienstleistungsgesetz nicht selbst zur Rechtsberatung befugt. Die Anrufer werden daher an die beteiligten Rechtsanwälte vermittelt, mit denen dann ein Beratungsvertrag zustande kommt. 
Ratsuchende werden über Mehrwertnummern  direkt mit einem Rechtsanwalt verbunden. Bis Ende 2005 erfolgte dies unter der Vorwahl 0190, seit 2006 unter der Vorwahl 09001. 
Es gibt mittlerweile diverse Anbieterfirmen, mit denen Rechtsanwälte unter Vertrag stehen.  
Einzelne Rechtsanwaltskanzleien werben auch direkt im Internet um telefonische Kontaktaufnahme unter ihrer Festnetznummer.

## Rechtliche Zulässigkeit
Die Anwaltshotline wurde von Beginn an sowohl von den Rechtsanwaltskammern in ihrer Eigenschaft als Aufsichtsorgane als auch von konkurrierenden niedergelassenen Rechtsanwälten bekämpft. Die Betreiber wurden wettbewerbsrechtlich auf Unterlassung in Anspruch genommen. Nach damaliger Ansicht war der Betrieb einer solchen Anwaltshotline mit dem anwaltlichen Berufsrecht nach der Bundesrechtsanwaltsordnung (BRAO) nicht vereinbar. Vor allem die zeitabhängige Vergütung sei mit geltendem Gebührenrecht nicht vereinbar.
Im Herbst 2002 entschied der Bundesgerichtshof, dass ein Rechtsanwalt, der sich an einer Anwalts-Hotline beteiligt, damit nicht notwendig gegen berufsrechtliche Verbote verstoße, insbesondere nicht gegen das Verbot der Vertretung widerstreitender Interessen (§ 43a Abs. 4 BRAO), gegen das Provisionsverbot (§ 49b Abs. 3 Satz 1 BRAO) oder gegen das Verbot der Abtretung von Gebührenansprüchen (§ 49b
Abs. 4 Satz 2 BRAO). Mit einer weiteren Entscheidung im Herbst 2004  hat der Bundesgerichtshof die Anforderungen an die streitwertunabhängige Zeitberechnung nach Gesprächsminuten konkretisiert. Auf dadurch eintretende Besonderheiten wie Gebührenunter- oder -überschreitungen müsse in der Werbung ausdrücklich hingewiesen werden.